# TVE-50
TVE 50 años (o simplement TVE-50) es tractava d'un canal de televisió espanyol pertanyent al grup TVE, sintonitzable a través de TDT o en plataformes de pagament com Digital+, ONO o Imagenio.

## Història
TVE-50 va iniciar les seves emissions el 30 de novembre del 2005, per commemorar durant l'any següent el cinquantè aniversari del naixement de TVE (efemèride que ha tingut lloc el 28 d'octubre). TVE-50 rememora els programes i moments més significatius de la televisió pública en un horari que ocupa des de les 21:00 a les 7:00 hores, ja que compartia senyal amb Clan TVE.
Una vegada conclòs l'any del 50 aniversari, i amb ell les celebracions, TVE-50 va cessar les seves emissions a les 7:00 de l'1 de gener de 2007 amb un especial de La Bola de Cristal, passant Clan TVE a emetre des d'aquell moment durant les 24 hores del dia.

## Programació
La programació, com ocorria amb seu ascendent, Canal Nostalgia, es basa en l'emissió de programes de l'arxiu de Televisió Espanyola, encara que a vegades podien emetre's pel·lícules relacionades amb la televisió. Encara que no era una obligació, els programes solien ser com a mínim de la primera meitat dels anys noranta o anteriors. La seva programació s'estructurava segons el dia de la setmana. Dilluns estava dedicat a programes d'esports, el Dimarts a dramàtics, el Dimecres a documentals i reportatges, el Dijous a sèries, el Divendres a infantils, i Dissabte i el Diumenge a programes musicals i de varietats, incloent concursos.
D'aquesta forma, segons el dia que toqués, de 21:00 a 23:30 els primers mesos, i fins i tot la 1:00 posteriorment, s'emetien programes només pertanyents al gènere que es tractés el dia. Per exemple, els Dilluns podien emetre entre altres programes Estudio Estadio, els dimarts Estudio 1, els dimecres El hombre y la tierra o Informe Setmanal, els dijous Fortunata y Jacinta, els divendres La bola de cristal i els dissabtes i diumenges Un dos tres. Una vegada conclòs aquest bloc, durant la resta de l'emissió fins a les 7:00 es repetien els blocs emesos en els dies immediatament anteriors.
Es pot destacar que el primer dia, en no haver-hi blocs precedents, es va emetre un mateix bloc d'alta durada diverses vegades. El primer dia de vida del Canal, Dijous, es va emetre un programa de benvinguda al canal presentat per Cristina Villanueva i amb participació d'un gran nombre de rostres de la cadena, que va seguir una entrevista a Antonio Mercero a compte del telefilm La Cabina que es va emetre a continuació, i per acabar la gala que va celebrar el 40 Aniversari de la cadena deu anys enrere. Després es repetiria tot això en el mateix ordre fins a les 7:00. Els dies següents, es continuaria repetint diverses vegades aquest bloc, cada vegada eliminant una part, fins a assolir la rutina habitual de blocs citada anteriorment.